# 한국얀센
한국얀센(영어: Janssen Korea)은 미국의 존슨앤드존슨과 대한민국의 유한양행의 합작으로 1983년에 설립한 존슨앤드존슨 제품을 대한민국에서 판매하는 외자계 제약 회사이다. 

## 연혁
- 1983년 2월 대한민국 제약회사 유한양행와 미국 얀센과 합작회사로 신설
- 1983년 5월 26일에 ㈜한국얀센 설립
- 1986년 2월 13일 ㈜한국씨락 설립
- 1986년 5월 22일 한국얀센 향남공장 입주
- 1993년 1월 20일 한국씨락이 최종 폐업을 하였다.
- 1993년 8월에 폐업된 한국씨락의 일부 유명 브랜드를 인수 합병함으로써 생산 및 판매를 하게 되었다.
- 2020년 11월에 향남공장이 철수하였으나 수입의약품으로 전환이 되었다.
- 2022년 9월 존슨앤드존슨 소비자사업부와 얀센 OTC의약품을 켄뷰(영어: Kenvue)로 이관이 되었다.

## 제품
- 리스페달 (조현병 치료제)
- 토파맥스 (광범위 뇌전증 치료제)
- 콘서타 (장용성 서방형 ADHD 치료제)
- 인베가 (장용성 서방형 조현병 치료제)